# Adriana Ugarte
Adriana Sofía Ugarte Pardal (Madrid, 17 de enero de 1985) es una actriz española, conocida por sus interpretaciones en series como La Señora o el El tiempo entre costuras y en películas como Julieta.

## Biografía
Adriana Ugarte nació en Madrid el 17 de enero de 1985. Su madre, Yolanda Pardal escribe novelas y obras de teatro, mientras que su padre es magistrado. Cabe destacar que proviene de una familia artística. Es sobrina nieta del escritor Eduardo Ugarte. Estudió en el Colegio Nuestra Señora del Pilar de Madrid.

## Carrera artística
Ugarte debutó en el corto Mala espina (2001), dirigido por Belén Macías, y ganó uno de los premios en el Festival de cortos de Alcalá de Henares. Adriana Ugarte, que compaginó sus clases de interpretación y danza con la carrera de Filosofía, ha participado en series como Policías, en el corazón de la calle (Antena 3) u Hospital Central (Telecinco). En 2006, a los veintiún años, fue candidata al Goya a la mejor actriz revelación por su papel como Consuelo en la película Cabeza de perro, dirigida por Santi Amodeo.
Fue dos años después, en 2008, cuando se estrenó la serie La señora (La 1) y Ugarte, que interpretó al personaje principal (Victoria Márquez), ganó gran popularidad. Ese mismo año, además, participó en la película El juego del ahorcado, junto a Clara Lago y Álvaro Cervantes. Después vinieron Castillos de cartón (2010), película dirigida por Salvador García Ruiz y coprotagonizada junto a Nilo Mur y Biel Durán, y Lo contrario al amor (2011), coprotagonizada junto a Hugo Silva. También participó en la miniserie Niños robados (Telecinco), en la que interpreta a Susana.
En 2013, dos años después de que finalizara el rodaje, se estrenó El tiempo entre costuras (Antena 3), la serie basada en la novela homónima de la escritora María Dueñas y que protagonizó Ugarte en el papel de Sira Quiroga/Arish Agoriuq consiguiendo un gran éxito de audiencia en la televisión española. Ese mismo año también protagoniza el videoclip de la canción Llegará de Antonio Orozco.
En junio de 2014, recibió el Premio Ciudad de Huesca por su proyección como intérprete en la industria cinematográfica española.
En 2015 fue una de las protagonistas de Palmeras en la nieve junto a actores como Mario Casas, Emilio Gutiérrez Caba o Macarena García. 
En 2017 grabó la película El sistema solar, de producción y dirección peruana; y ese mismo año protagonizó el cortometraje Cuánto. Más allá del dinero que fue parte de la campaña de la agencia creativa MRM//McCann.
En 2018 fue una de las protagonistas de la película francesa Amoureux de ma femme. Película dirigida por Daniel Auteuil y en la que además participan Sandrine Kiberlain y Gérard Depardieu. Ese mismo año se estrena también Guerra 3, una ficción sonora de Podium Podcast que esta protagonizada por la propia Adriana Ugarte y cuenta, entre otros, con el actor Carlos Bardem. Guerra 3 cuenta ahora mismo con 2 temporadas y la tercera y última está pendiente de estreno. 
En 2018 protagonizó la película Durante la tormenta, bajo la dirección de Oriol Paulo. Esta película se estrenó el 30 de noviembre de 2018 en España y tuvo un gran éxito de taquilla en China, por lo que se reestrenó en España en el mes de abril de 2019.    
El 8 de mayo de 2019 protagonizó junto a Vanesa Martín el videoclip de la canción De tus ojos de la propia Vanesa Martín y que está producida por Carlos Jean.El 1 de noviembre de 2019 se entrenó Hache en Netflix. Serie producida por Weekend Studio en la que Adriana Ugarte interpreta a Helena, una prostituta. La segunda temporada de la serie se entrenará a finales de 2020. Próximamente protagonizará la versión española de la serie turca Madre, que cuenta la historia de una profesora que se hace cargo de una niña maltratada, convirtiéndose en su nueva madre.
En 2024 participa  y queda  Subcampeona de  la cuarta edición del concurso Mask Singer: adivina quién canta,  de  Antena 3   bajo la máscara de Cobra.
En julio del 2025 se anunció la continuación de  El tiempo entre costuras (Antena 3) llamada Sira , que ella volverá a ser  Sira Quiroga esta vez será una producción de  Netflix y  Atresmedia Televisión.

## Filmografía

### Cine
| Año  | Título                                  | Director                                  | Personaje     |
| ---- | --------------------------------------- | ----------------------------------------- | ------------- |
| 2006 | Cabeza de perro                         | Santi Amodeo                              | Consuelo      |
| 2007 | Gente de mala calidad                   | Juan Cavestany                            | Eva           |
| 2007 | El patio de mi cárcel                   | Belén Macías                              | Alejandra     |
| 2008 | El juego del ahorcado                   | Manuel Gómez Pereira                      | Olga          |
| 2009 | Castillos de cartón                     | Salvador García Ruiz                      | María José    |
| 2011 | Lo mejor de Eva                         | Mariano Barroso                           | Marta         |
| 2011 | Lo contrario al amor                    | Vicente Villanueva                        | Merce         |
| 2013 | Combustión                              | Daniel Calparsoro                         | Ari           |
| 2015 | Tiempo sin aire                         | Samuel Martín Mateos y Andrés Luque Pérez | Vero          |
| 2015 | Palmeras en la nieve                    | Fernando González Molina                  | Clarence      |
| 2016 | Julieta                                 | Pedro Almodóvar                           | Julieta       |
| 2017 | Tadeo Jones 2: El secreto del rey Midas | Enrique Gato                              | Tiffany (voz) |
| 2017 | El sistema solar                        | Bacha Cavaredo y Chinón Higashionna       | Inés          |
| 2018 | Enamorado de mi mujer                   | Daniel Auteuil                            | Emma          |
| 2018 | Durante la tormenta                     | Oriol Paulo                               | Vera Roy      |
| 2023 | Lobo feroz                              | Gustavo Hernández Ibáñez                  | Matilde       |
| 2024 | El silencio de Marcos Tremmer           | Miguel García de la Calera                | Lucía         |

### Televisión
| Año         | Título                              | Personaje                    | Cadena                 | Notas                   |
| ----------- | ----------------------------------- | ---------------------------- | ---------------------- | ----------------------- |
| 2002        | Hospital Central                    | Adriana                      | Telecinco              | 1 episodio              |
| 2002        | Policías, en el corazón de la calle | Olga                         | Antena 3               | 2 episodios             |
| 2003        | El secreto del héroe                | Olivia                       | TVE                    | Telefilme               |
| 2006        | El comisario                        | Adriana                      | Telecinco              | 1 episodio              |
| 2006        | Mesa para cinco                     | Julia                        | La Sexta               | Principal, 14 episodios |
| 2007        | Hospital Central                    | Nerea                        | Telecinco              | 2 episodios             |
| 2008 - 2010 | La señora                           | Victoria Márquez de la Vega  | TVE                    | Principal, 36 episodios |
| 2011        | Hospital Central                    | Dra. Natalia del Hoyo        | Telecinco              | Secundaria, 5 episodios |
| 2013        | Niños robados                       | Susana Guzmán                | Telecinco              | Telefilme               |
| 2013 - 2014 | El tiempo entre costuras            | Sira Quiroga / Arish Agoriuq | Antena 3               | Principal, 11 episodios |
| 2015        | Habitaciones cerradas               | Teresa Brusés                | TVE                    | Telefilme               |
| 2019; 2021  | Hache                               | Helena «Hache» Olaya         | Netflix                | Principal, 14 episodios |
| 2021        | Tribes of Europa                    | Alia                         | Netflix                | 1 episodio              |
| 2021        | Parot                               | Isabel Mora                  | Prime Video / TVE      | Principal, 10 episodios |
| 2022        | Heridas                             | Manuela León Escudero        | Antena 3 / Atresplayer | Principal, 13 episodios |

### Teatro
- La casa de Bernarda Alba (2005).
- El gran teatro del mundo (2013).

### Cortometrajes
- Mala espina (2001), como Sara.
- Diminutos del calvario (2002), como Doncella.
- Estocolmo (2008), como Sole.
- Cuánto: Más allá del dinero (2017), como Lucía.

## Premios y candidaturas
Premios Ondas
| Año  | Categoría                                     | Trabajo                  | Resultado |
| ---- | --------------------------------------------- | ------------------------ | --------- |
| 2014 | Mejor intérprete femenina de ficción nacional | El tiempo entre costuras | Ganadora  |

Premios de la Unión de Actores
| Año  | Categoría                               | Trabajo                  | Resultado |
| ---- | --------------------------------------- | ------------------------ | --------- |
| 2009 | Mejor actriz protagonista de televisión | La Señora                | Ganadora  |
| 2013 | Mejor actriz protagonista de televisión | El tiempo entre costuras | Ganadora  |

Premios Iris
| Año  | Categoría                               | Trabajo                  | Resultado |
| ---- | --------------------------------------- | ------------------------ | --------- |
| 2009 | Mejor actriz protagonista de televisión | La Señora                | Nominada  |
| 2013 | Mejor actriz protagonista de televisión | El tiempo entre costuras | Ganadora  |

Festival Internacional de Cine de Huesca
| Año  | Premio                  | Resultado |
| ---- | ----------------------- | --------- |
| 2014 | Premio Ciudad de Huesca | Ganadora  |

Premios Goya
| Año  | Categoría               | Película        | Resultado |
| ---- | ----------------------- | --------------- | --------- |
| 2006 | Mejor actriz revelación | Cabeza de perro | Nominada  |

Medallas del Círculo de Escritores Cinematográficos
| Año  | Categoría    | Película | Resultado |
| ---- | ------------ | -------- | --------- |
| 2016 | Mejor actriz | Julieta  | Nominada  |

Premios Cinematográficos José María Forqué
| Año  | Categoría    | Película | Resultado |
| ---- | ------------ | -------- | --------- |
| 2016 | Mejor actriz | Julieta  | Nominada  |

Premios Feroz
| Año  | Categoría                 | Trabajo | Resultado |
| ---- | ------------------------- | ------- | --------- |
| 2016 | Mejor actriz protagonista | Julieta | Nominada  |

Premios del Cine Europeo
| Año  | Categoría            | Película | Resultado |
| ---- | -------------------- | -------- | --------- |
| 2016 | Mejor actriz europea | Julieta  | Nominada  |